# Завучу. Усе для роботи
«Завучу. Усе для роботи» — український науково-методичний журнал для завучів. 

## Історія та зміст
Заснований у червні 2008 року в Харкові видавничою групою «Основа». Видання припинено в 2020 році.
Виходив двічі на місяць, публікував матеріали українською мовою. Тираж — 3660 примірників. 
Рубрики: «Обдарована дитина», «Профільне навчання», «Модель школи». 
Головний редактор — Григораш В. (з 2009 року).